# في بيتنا غشنة (مسلسل)
في بيتنا غشنة مسلسل سعودي، من إخراج سامي جنادي.

## الممثلون
- محمد العجيمي.
- إنتصار الشراح.
- فاطمة الحوسني.
- لطيفة المجرن.
- ليان محمد.
- محمد الزهراني.
- مجدي القاضي.
- شيرين باوزير.
- أحمد العليان.
- نواف الجابر.
- جميل علي.
- رويدة روني.
- إياد التعزي.
- يحيى بقاش.
- سامية سامي.
- مهند الجميلي.[1]